# 龍人古琴
龍人古琴是一個以推廣古琴文化為目標的機構，由謝建東創立，位於福建省漳州市長泰區。現為中華人民共和國國家級海峽兩岸交流基地。

## 歷史
2003年，龍人古琴在廈門成立。
2010年，選址於長泰縣馬洋溪生態旅遊區，並成立中國龍人古琴文化村。
2011年，成為福建省省重點文化產業園區。
2013年，由中華人民共和國文化部評選為中國重點文化產業項目。
2014年，成為中國國家文化產業示範基地。
2023年12月，成為中國國家級海峽兩岸交流基地。

## 內部架構
- 龍琴坊[2]
- 福建省龍人書院[2]
- 龍人古琴研究院[2]
- 福建龍人古樂團[2]

## 主要目標
- 古琴文化教育[1]
- 對台交流[1]

## 歷史活動
- 2022年，承辦第14屆海峽論壇‧海峽兩岸古琴文化論壇（漳州市委台港澳工作辦公室、漳州市文化和旅遊局指導，漳州市長泰區人民政府主辦） [1]
- 台灣青少年文化旅遊研習營[1]
- 兩岸古琴名家音樂會[1]
- 兩岸藝文教育論壇[1]
- 兩岸古琴與戲劇研討會[1]
- 兩岸「游於藝」文創研討會[1]
- 兩岸書院論壇[1]
- 首屆「龍人盃」閩台大學生古琴文創設計大賽[1]
- 閩台大學生古琴文化論文大賽[1]

## 合作對象
- 閩南師範大學[1]
- 廈門大學[1]
- 明道大學國學研究中心：設立龍人古琴課堂[1][6]

## 外部連結
- 中國龍人古琴文化村 （页面存档备份，存于）